# Быков, Иван Федосеевич
Иван Федосеевич Быков — советский лётчик авиации Военно-морского флота, участник Великой Отечественной войны. Герой Российской Федерации (6.12.1993, посмертно). Младший лейтенант (16.08.1938).

## Биография
Родился в посёлке Сиротино (ныне входящем в состав Северодонецка) 22 апреля 1914 года в крестьянской семье Федосея Константиновича и Евдокии Емельяновны Быковых. Проучась несколько лет в сельской начальной школе, в сентябре 1929 года поступил в Донсодовскую политехническую семилетнюю школу и закончил её 15 июня 1932 года. Во время учёбы в семилетке прослушал одномесячный курс при Рубежанском совете физкультуры, который давал право руководства колхозным физкультурным кружком. В 1933 году Иван Быков поступил в Харьковский государственный институт физической культуры, в 1934 году прошёл трёхмесячную военную подготовку в стрелковом полку, дислоцированном в посёлке Ба́нновское (ныне Святогорск). После окончания института вернулся на родину, работал учителем по ликвидации неграмотности, преподавал историю в Верхнянской начальной школе № 6 и средней школе № 5, затем в Пролетарской средней школе. 12 апреля 1941 года был переведён преподавателем в ремесленное училище № 6 города Верхнее. Будучи преподавателем, занимался в кружке ОСОАВИАХИМ и Верхнянском аэроклубе. Кроме того, проходил сборы командиров стрелковых взводов в 80-м стрелковом полку 239-й стрелковой дивизии (1938) и сборы лётчиков-наблюдателей в Северо-Кавказской тренировочной авиационной бригаде (Армавир) в 1939 году.
В августе 1941 года Вязовским районным военным комиссариатом Сталинградской области был призван в РККА, направлен в Николаевское военно-морское авиационное училище имени С. Леваневского, эвакуированное в Безенчук, где получил специальность штурмана. С июня 1943 года в составе действующей армии. Был направлен в 35-й штурмовой авиационный полк ВВС Балтийского флота в Ленинград.
С 27 июля по ноябрь 1943 года в составе экипажа штурмовика Ил-2 воздушный стрелок-штурман звена 35-го штурмового авиационного полка 9-й штурмовой авиационной дивизии ВВС Краснознамённого Балтийского флота младший лейтенант И. Ф. Быков совершил 13 боевых вылетов, атакуя суда противника и наземные огневые точки. 10 ноября в составе группы участвовал в потоплении 1 транспорта и 1 тральщика противника. 19 ноября 1943 года самолёт c экипажем в составе пилота В. Л. Кротевича и воздушного стрелка-штурмана И. Ф. Быкова, находясь в составе двух звеньев Ил-2 (6 самолётов), вылетел на поиск судов противника в район острова Гогланд в Финском заливе. При подходе к острову был обнаружен отряд тральщиков и три сторожевых корабля финских ВМС. Во время выхода самолёта после штурмовки кораблей, он был подбит зенитным снарядом. По официальной версии, пилот Вячеслав Кротевич направил горящий самолёт на один из кораблей и совершив огненный таран, экипаж ценой жизни потопил судно.
Однако, по данным справочника «Потери флотов противника на морских ТВД в ВОВ (1941—1945)»/, за 19 ноября 1943 года на Балтийском театре военных действий не зафиксировано потерь немецкого или финского флотов. В другом источнике уточняется, что в действительности в ходе штурмовки судов двадцатью самолётами из состава 35-го штурмового и 7-го гвардейского штурмового авиационных полков, от попадания мелкой (АО-10 или АО-25) авиабомбы лёгкие повреждения дымовой трубы получил финский тральщик «Пуккио» и на нём были тяжело ранены два матроса.
Политуправление флота зафиксировало события в выпущенной листовке и очевидно в газете Приказом командира полка от 10 февраля 1944 года, одному из лучших экипажей полка был выделен самолёт Ил-2 бортовой/заводской номер № 41/3437 с надписью на фюзеляже «Вячеслав Кротевич и Иван Быков».
В посёлке Сиротино именем Ивана Федосеевича названа улица и установлена стела.

## Награды
- Указом Президента Российской Федерации № 2109 от 6 декабря 1993 года, за мужество и героизм, проявленные в борьбе с немецко-фашистскими захватчиками в Великой Отечественной войне 1941—1945 годов, младшему лейтенанту Быкову Ивану Федосеевичу присвоено звание Героя Российской Федерации посмертно.[9]
- Орден Отечественной войны 1-й степени (23.09.1991, посмертно).